# Esther Edwards Burr
Esther Edwards Burr (née le 13 février 1732 à Northampton dans le futur Massachusetts et morte le 7 avril 1758 à Princeton dans le futur New Jersey) était la mère du vice-président des États-Unis Aaron Burr, Jr. ainsi que la femme d'Aaron Burr, Sr., le président de l'université de Princeton, qu'elle avait épousé en 1752.
Son journal — qu'elle commença en octobre 1754 — fait état de son point de vue sur ses activités quotidiennes et sur les événements en cours ; en tant que tel, il a de l'importance pour les études portant sur la littérature et l'histoire des États-Unis.

## Son journal
Tout comme le journal antérieur de Sarah Kemble Knight, le journal d'Esther Burr permet d'avoir une vision de première main de la vie d'une femme à la fin de la période coloniale dans l'histoire des États-Unis. On pourrait d'ailleurs parler de journal épistolaire s'agissant de celui d'Esther Burr, dans la mesure où, plutôt que d'un journal traditionnel destiné à n'être lu par personne d'autre que son auteur, il s'agit en réalité de lettres échangées avec son amie d'enfance Sarah Prince (en), à Boston. Dans ce journal, Sarah Prince est appelée « Fidelia », alors que de son côté Sarah Prince désigne Esther sous le nom de « Burrissa ».
Le fait qu'il existe de multiples éditions d'un « journal d'Esther Burr » peut entraîner une certaine confusion. En 1901, Jeremiah Rankin (en), alors président de l'université Howard, publia un livre qui, bien qu'il soit intitulé Esther Burr's Journal, est en réalité une présentation romancée de la vie d'Esther Burr. En fait, ce n'est qu'en 1984 que le journal d'Esther Burr fut publié dans son intégralité.